# Loštice
Loštice (niem. Loschitz) − miasto w Czechach, w kraju ołomunieckim. Według danych z 31 grudnia 2003 powierzchnia miasta wynosiła 1 200 ha, a liczba jego mieszkańców 3 098 osób.
W Lošticach wytwarza się jeden z najbardziej rozpoznawalnych gatunków czeskiego sera - twarożki ołomunieckie.

## Demografia
| Rok             | 1970  | 1980  | 1991  | 2001  | 2003  |
| --------------- | ----- | ----- | ----- | ----- | ----- |
| Liczba ludności | 3 144 | 3 329 | 2 999 | 3 063 | 3 098 |

Źródło: Czeski Urząd Statystyczny